# Colin Dagba
Colin Dagba (Béthune, 9 settembre 1998) è un calciatore francese, di origini beninesi, difensore del Beerschot VA.

## Caratteristiche tecniche
Terzino destro molto abile nelle progressioni offensive e negli inserimenti, risulta capace anche in compiti di marcatura.

## Carriera

### Club
Muove i primi passi nel settore giovanile del Lillers, per poi passare all'Isbergues, Lens e infine al Boulogne. Con i rossoneri esordisce tra i professionisti il 18 marzo 2016 in occasione dell'incontro di Championnat National perso 2-0 contro il CA Bastia. Nel luglio dello stesso anno viene notato dal Paris Saint-Germain, che lo acquista aggregandolo inizialmente alle giovanili. Le ottime prestazioni fornite, in special modo in UEFA Youth League, gli valgono la firma del suo primo contratto da professionista della durata di tre anni.
Il 4 agosto 2018 esordisce con i parigini disputando, da titolare, il Trophée des Champions vinto per 4-0 contro il Monaco. Pochi giorni dopo avviene anche l'esordio in Ligue 1, dove gioca da titolare l'incontro vinto 3-0 contro il Caen. Alternatosi per tutta la stagione con Thomas Meunier, conclude la sua prima annata con 22 presenze totali. Il 13 ottobre 2019 rinnova fino al 2024.
Il 5 settembre 2024 viene ceduto a titolo definitivo al Beerschot VA.

## Statistiche

### Presenze e reti nei club
Statistiche aggiornate al 31 gennaio 2022.
| Stagione                   | Squadra                    | Campionato                 | Campionato | Campionato | Coppe nazionali | Coppe nazionali | Coppe nazionali | Coppe continentali | Coppe continentali | Coppe continentali | Altre coppe | Altre coppe | Altre coppe | Totale | Totale |
| Stagione                   | Squadra                    | Comp                       | Pres       | Reti       | Comp            | Pres            | Reti            | Comp               | Pres               | Reti               | Comp        | Pres        | Reti        | Pres   | Reti   |
| -------------------------- | -------------------------- | -------------------------- | ---------- | ---------- | --------------- | --------------- | --------------- | ------------------ | ------------------ | ------------------ | ----------- | ----------- | ----------- | ------ | ------ |
| mar.-giu. 2016             | Boulogne                   | CN                         | 1          | 0          | CF+CdL          | -               | -               |                    | -                  | -                  |             | -           | -           | 1      | 0      |
| 2018-2019                  | Paris Saint-Germain        | L1                         | 17         | 0          | CF+CdL          | 3+0             | 0               | UCL                | 1                  | 0                  | SF          | 1           | 0           | 22     | 0      |
| 2019-2020                  | Paris Saint-Germain        | L1                         | 10         | 0          | CF+CdL          | 4+1             | 0               | UCL                | 1                  | 0                  | SF          | 0           | 0           | 16     | 0      |
| 2020-2021                  | Paris Saint-Germain        | L1                         | 25         | 1          | CF              | 3               | 0               | UCL                | 5                  | 0                  | SF          | -           | -           | 33     | 1      |
| 2021-2022                  | Paris Saint-Germain        | L1                         | 3          | 0          | CF              | 3               | 0               | UCL                | 0                  | 0                  | SF          | -           | -           | 6      | 0      |
| Totale Paris Saint-Germain | Totale Paris Saint-Germain | Totale Paris Saint-Germain | 55         | 1          |                 | 14              | 0               |                    | 7                  | 0                  |             | 1           | 0           | 77     | 1      |
| 2022-2023                  | Strasburgo                 | L1                         | 21         | 0          | CF              | -               | -               | -                  | -                  | -                  | -           | -           | -           | 21     | 0      |
| Totale carriera            | Totale carriera            | Totale carriera            | 77         | 1          |                 | 14              | 0               |                    | 7                  | 0                  |             | 1           | 0           | 99     | 1      |

## Palmarès

### Club

#### Competizioni nazionali
- Supercoppa francese: 1

Paris Saint-Germain: 2018
- Campionato francese: 3

Paris Saint-Germain: 2018-2019, 2019-2020, 2021-2022
- Coppa di Francia: 2

Paris Saint-Germain: 2019-2020, 2020-2021
- Coppa di Lega francese: 1

Paris Saint-Germain: 2019-2020
- Campionato francese di seconda divisione: 1

Auxerre: 2023-2024